# ラーズ・ウルリッヒ
ラーズ・ウルリッヒ（Lars Ulrich デンマーク語発音: [lɑːs ˈulˀʁæɡ̊] 英語: [lɑːrz ˈʌlrɪk]、1963年12月26日 - ）は、デンマーク出身のドラマー。ヘヴィメタルバンド・メタリカのオリジナル・メンバーであり、ドラムのみならず曲作りでも重要な役割を担う、バンドの中心核である。
「ローリング・ストーン誌の選ぶ歴史上最も偉大な100人のドラマー」において2010年版では第62位、改訂版の2016年版ではランキング外。

## 来歴

### 生い立ち
デンマークのコペンハーゲン県ゲントフテに生まれる。父のトルベン・ウルリッヒはプロのテニス選手で、またジャズ・ミュージシャンの一面も持ち、引退後はジャズ・クラブを経営していた。サックス・プレーヤーのデクスター・ゴードンは、デンマークのゲントフテに滞在していた頃にウルリッヒ家と親しくなり、ラーズの代父となった。
9歳の時に、ディープ・パープルのコペンハーゲン公演を観る。これをきっかけにロックにのめり込み、公演の翌日にはアルバム『ファイアボール』を買いに行ったという。12歳の時に祖母からラディックのドラムセットをプレゼントされ、イアン・ペイスの影響を受けながらドラムを叩くようになる。

### メタリカ結成
17歳の頃に、アメリカのカリフォルニア州に引っ越す。本来はテニス選手になることを目的とした移住であったが、ジェイムズ・ヘットフィールドとの出会いにより、この目標は変わることになる。1981年10月、メタリカ結成。メンバー・チェンジを経て、ラーズ、ジェイムズ、カーク・ハメット（リードギター）、クリフ・バートン（ベース）というラインナップで、1983年に『キル・エム・オール』でデビュー。

### ナップスターとの係争
2000年4月、メタリカはNapsterがファイル共有ソフトとそのサービスを提供したことにより著作権を侵害したとして訴えを提起した。ラーズはバンドの代弁者として法廷の内外でNapsterを声高に批判したが、この行動は音楽ファンから賛否両論を巻き起こした。

## プレイスタイル
イアン・ペイスのほか、ブラック・サバスのビル・ワードから影響を受けた。デビュー当初は、スラッシュ・メタルを先導するドラマーとして、ツー・バスを用いた高速のドラム・プレイが話題となったが、プログレッシブ・ロック的な変拍子もこなす。メタリカの5作目『メタリカ』（1991年）では、速さよりも重さにシフトした新境地を見せている。近年では、メタリカの音楽性の変化に合わせ、よりシンプルなドラミングを志向するようになった。テクニック的にも、現在は以前のようなプログレッシヴな変拍子を交えた複雑なプレイに意義を見出せないようで、オリジナルでは手数足数の多い複雑なパートや、ツーバスのパートであっても、00年代以降のライヴでは、省略したりシンプルにアレンジしている事が多い。
ドラミングの最たる特徴として、独特な跳ねたアクセントのあるリズムが挙げられる。
その他、日々地道にランニングをして体力維持に努めている他、元々テニスプレイヤーだった影響か、他のメタルドラマーと比較すると、体格は欧米人の平均から見ると小柄ではあるが、リスト(手首)の強さが尋常ではなく、後述するAHEAD社製の重量のあるシグネチュアモデルのドラムスティックを、軽量な木製のドラムスティックと同じように軽々と扱い、その強靭なリストのスナップと相まって、1つ1つの音が非常に大きく、アタック感が強い。
また、メタル系ドラマーに使用者の多いドラムトリガーは使用せず、ライヴでもレコーディングでも、あくまでドラムの生音に拘っている。ドラムトリガー無しで音圧のある大きい音を出し続けるには、ドラムのヘッドに力強くスティックを叩き込むパワーと正確性、そして強靭な体力、スタミナが求められる。既に50代という年齢にもかかわらず、このドラミングをキープ出来ている事からも、前述のリストの強さと体力面の強さが窺える。

## 使用機材
- 1984年から現在までTAMAのドラムセットを使用している[3]。また、同社よりシグネチャーモデルのスネアドラムが発売されている[4]。
- 基本的にシンバルはジルジャン、ドラムヘッドはREMO、ハードウェアはTAMAものを用いる[5]。
- ドラムスティックは、1994年よりAHEAD社から発売されている自身のシグネチャーモデルを使用している。同社のスティックは、一般的な木製のスティックとは違い、中心に金属の芯が通り、その外周を樹脂でコーティングするという特殊なスティックで、グリップ部と先端部を分割して交換する事も出来る。強度は一般的な木製のスティックよりも強いが、重量が少し重く、音も木製のスティックと比較すると、重くパワー感があると言う[6]。
- 現在はTAMAのStarclassic Mapleシリーズを使用。キットの内容はバスドラムが16“x22“を2つ、タムが8“x10“と10“x12“、フロアタムに14“x16“と16“x16“という、24インチや26インチの大口径バスドラムやタムを4つ以上並べて要塞のようなキットを使用するメタルドラマーが多い中、口径の小さめな標準的なサイズで、なおかつ太鼓が少ない必要最小限でキットを組んでいる。フロアタムを2つ共16インチで、深さを14インチと16インチと変化を付けて使用しているのが大きな特徴である。通常、フロアタムを2個セットする場合は16インチと18インチ、もしくは14インチと16インチを使用するケースが多い。
- セットの特徴としてはライドシンバルは使用せず、ライドシンバルの位置に18インチのチャイナシンバルを設置し、ライドシンバルの役割をさせている。これはラーズ本人のドラムの音の嗜好として、ライドシンバルの音が、激しい曲では弱く感じて好みではないからというもの。
- 1980年代 - 1990年代前半にかけては、ライドシンバルの横にもクローズ状態で固定したハイハットを設置し、2バスを用いる16分のダブルストローク等は、このハイハットでリズムを刻んでいた。このセッティングは、特に1980年代のスラッシュメタル系バンドのドラマーに多かったセッティングで、ラーズ以外にも、全世界でこのセッティングを真似たメタルドラマーは星の数ほど居たと言われている。
- 1994年にそれまでの2バス4タム2フロアタムの構成から、現在の2バス2タム2フロアタムの構成に変更になると同時に、ライドシンバルとライドシンバル横のハイハットはキットから外れ、ライドシンバルの位置にチャイナシンバルを置くようになった。1996年から、一度は再びチャイナシンバルの下にライドシンバルが組み込まれたが、2000年代以降は完全にキットから姿を消し、完全にチャイナシンバルがライドシンバルの役割を担っている。
- 2022年現在、Bleeding Meと言ったライドシンバルが必要な楽曲をライヴでプレイする際には、曲のイントロS.Eが流れ、ステージが暗転してる時間に、スタッフがチャイナシンバル横のフロアタム側にライドシンバルを1枚追加でセットし、演奏が終わり再びステージが暗転したら次の曲が始まるまでに撤去するという方式を取っている。
- 現在は前述のTAMA製のシグネチュアモデルのスネアドラムを使用しているが、それ以前は同社のベルブラス製のスネアドラムを愛用していた。銅と錫の合金で鋳造されたこのスネアは、真鍮よりも青銅に近い合金で、金属シェルにもかかわらず高音がキンキンしすぎず、なおかつ低域から高域までのバランスも良く、チューニングもローピッチからハイピッチまで幅広く対応出来、何よりとにかく音が大きくパワー感があり、音抜けも抜群に良い特性で、まさにヘヴィメタル向けのスネアドラムだが、重量もヘヴィ級で初期ロットの頃の物は重量が10kg以上、シェルの厚みや重量を見直したマイナーチェンジ後でも8kg以上あったと言われている。シグネチュアモデルも当初は廉価版のスティール製と、それまで使用していたものと同じベルブラス製の物と、2種類のシグネチュアモデルが製造販売されていたが、ラーズ本人がスティール製の方を気に入り、ライヴでもレコーディングでもこちらばかりを使用し、ベルブラス製の方は、たまにライヴ前のリハーサルルームでのウォームアップで使用される程度であったため、今現在はベルブラス製の方の製造販売は終了し、スティール製のみの製造販売となっている。
- スローン（椅子）もTAMA製を使用しているが、標準的なドラマーと比較するとやや低目にセッティングされている

## 音楽的嗜好
- モーターヘッドのファンクラブの会長を務めたことがあるとされるが、本人は「それは作り話だ」と否定している[7]。ただ、大ファンであることに変わりはない。
- 1981年6月にイギリスへ旅行した際、憧れのバンドであったダイアモンド・ヘッドと短期間共同生活を送ったことがある。
- ダイアモンド・ヘッド、サヴェージ、ブリッツクリーグといったNWOBHM期のバンドのレコードコレクターであり、メタリカでも彼らの楽曲をカヴァーしている。
- 故郷デンマークのバンド、マーシフル・フェイトの大ファンでもあり、彼らの再結成アルバム『イン・ザ・シャドウズ』（1993年）にゲスト参加。セッション・ドラマーとしての活動は少ないために、珍しい経験と言える。
- 意外にも、オアシスのファンである。ノエル・ギャラガーとは20年来の親交があり、彼がドラッグを辞めたことに影響され、自身もドラッグを辞めている。また、U2のファンも公言しており、メタリカ結成30周年を記念したライブには、U2によるビデオ・メッセージが寄せられている。
- 日本のバンド、BOWWOWの熱狂的なファンである。 ラーズは『ROLLING STONE』誌の企画での「ハードロック/ヘヴィメタル10選」にBOWWOWの曲「Silver Lightning」を選んでおり、この曲が収録された『SIGNAL FIRE』をフェイバリット・アルバムに挙げている。またBOWWOWのギタリスト、山本恭司と親交が深く、来日した際には必ず山本に連絡を取り、飲んだり食事したりセッションしたりしている。尚、ラーズはキッズの頃にBOWWOWの曲をコピーしていたが、カーク・ハメットも同様にコピーしていたそうである。